# Soil-Adjusted Vegetation Index
Der Begriff Soil-Adjusted Vegetation Index (Akronym: SAVI, deutsch: „bodenbereinigter Vegetationsindex“ bzw. BBVI) ist ein Vegetationsindex. Er wurde 1988 als Verbesserung des NDVI von Alfredo Ramon Huete entwickelt. und wird wie andere Vegetationsindizes auf der Basis von Satellitendaten errechnet.

## Berechnung
Der bodenbereinigte Vegetationsindex ähnelt in der Berechnung sehr dem NDVI. Neben dem Reflexionsgrad im nahen Infrarot (NIR) und im roten sichtbaren Bereich (rot) geht aber noch der empirisch festzulegende Korrekturfaktor L ein:
{\displaystyle \mathrm {SAVI} ={\frac {\mathrm {NIR} -\mathrm {rot} }{\mathrm {NIR} +\mathrm {rot} +L}}\cdot (1+L)}
Der Faktor L variiert zwischen 0 und 1, wobei ihm umso kleinere Werte zugewiesen werden, je dichter die Vegetation ist. Oft wird 0,5 als mittlerer Wert angewandt. Da der bodenbereinigte Vegetationsindex stark von L abhängt, wird in den meisten Fällen der NDVI als robusterer Index bevorzugt.

## Abwandlungen
Es existieren mehrere Abwandlungen des bodenbereinigten Vegetationsindex, z. B.:
- OSAVI (optimierter bodenbereinigter Vegetationsindex bzw. optimized soil-adjusted vegetation index)

{\displaystyle \mathrm {OSAVI} ={\frac {\mathrm {NIR} -\mathrm {rot} }{\mathrm {NIR} +\mathrm {rot} +Y}}}
Autor: Rondeaux, Steven & Baret, 1996
- TSAVI (transformierter bodenbereinigter Vegetationsindex bzw. transformed soil adjusted vegetation index)

{\displaystyle \mathrm {TSAVI} ={\frac {B(\mathrm {NIR} -BR-A)}{\mathrm {rot} +B(\mathrm {NIR} -A)+X(1+B^{2})}}}
Autor: Baret & Guyot, 1994
- MSAVI (modifizierter bodenbereinigter Vegetationsindex bzw. modified soil adjusted vegetation index)

{\displaystyle \mathrm {MSAVI} ={\frac {2\cdot \mathrm {NIR} +1-{\sqrt {(2\cdot \mathrm {NIR} +1)^{2}-8\cdot (\mathrm {NIR} -\mathrm {rot} )}}}{2}}}
Autor: Qi, Chehbouni, Huete, Kerr & Sorooshian, 1994
- MSAVI2